# Гловно (гміна)
Гміна Гловно (пол. Gmina Głowno) — сільська гміна у центральній Польщі. Належить до Згерського повіту Лодзинського воєводства.
Станом на 31 грудня 2011 у гміні проживало 4854 особи.

## Площа
Згідно з даними за 2007 рік площа гміни становила 104.45 км², у тому числі:
- орні землі: 82.00%
- ліси: 11.00%

Таким чином, площа гміни становить 12.23% площі повіту.

## Населення
Станом на 31 грудня 2011:
| Опис     | Загалом | Загалом | Чоловіки | Чоловіки | Жінки | Жінки |
| -------- | ------- | ------- | -------- | -------- | ----- | ----- |
| одиниця  | осіб    | %       | осіб     | %        | осіб  | %     |
| все      | 4854    | 100     | 2442     | 50.31    | 2412  | 49.69 |
| міське   | 0       | 100     | 0        |          | 0     |       |
| сільське | 4854    | 100     | 2442     | 50.31    | 2412  | 49.69 |

## Сусідні гміни
Гміна Гловно межує з такими гмінами: Беляви, Гловно, Дмосін, Доманевіце, Зґеж, Лишковіце, Пйонтек, Стрикув.